# Circuito Brasileiro de Voleibol de Praia Feminino - Challenger de 2015
O Circuito Brasileiro de Voleibol de Praia - Challenger de 2015, também chamado de Circuito Banco do Brasil de Vôlei de Praia Challenger, foi a quarta edição da principal competição nacional de Vôlei de Praia Challenger na variante feminina, iniciado em 22 de maio de 2015.

## Resultados

### Circuito Challenger
| Evento                                                              | Ouro                          | Prata                             | Bronze                            | Quarto lugar                      |
| 1ª Etapa Chapecó, Santa Catarina 22 a 24 de maio de 2015.           | / Vanilda Leão Josimari Alves | Andréa Teixeira Leize Bianchini   | / Andrezza Chagas Naiana Araújo   | / Izabel Cristina Camila Bertozzi |
| 2ª Etapa Campo Grande, Mato Grosso do Sul 12 a 13 de junho de 2015. | / Vanilda Leão Josimari Alves | / Andrezza Chagas Naiana Araújo   | / Izabel Cristina Camila Bertozzi | / Duda Lisboa Elize Maia          |
| 3ª Etapa Vitória, Espírito Santo 3 a 5 de julho de 2015.            | / Duda Lisboa Elize Maia      | Vanilda Leão Camila Bertozzi      | / Rachel Nunes Ângela Lavalle     | Carolina Won-Held Thaís Rodrigues |
| 4ª Etapa Cabo Frio, Rio de Janeiro 24 a 26 de julho de 2015.        | / Duda Lisboa Elize Maia      | / Neide Sabino Rebecca Cavalcante | / Andrezza Chagas Naiana Araújo   | / Andressa Cavalcanti Tainá Bigi  |

## Ranking final
| Posição           | Equipe                            | Pontuação |
| ----------------- | --------------------------------- | --------- |
| Medalha de ouro   | / Duda Lisboa Elize Maia          | 1080      |
| Medalha de prata  | / Vanilda Leão Josimari Alves     | 1040      |
| Medalha de bronze | Andréa Teixeira Leize Bianchini   | 1000      |
| 4                 | / Andrezza Chagas Naiana Araújo   | 1000      |
| 5                 | / Andressa Cavalcanti Tainá Bigi  | 880       |
| 6                 | / Izabel Cristina Camila Bertozzi | 840       |
| 6                 | / Neide Sabino Rebecca Cavalcante | 840       |